# خان بند
ییلاق خان بند منطقه‌ای زیبا، سرسبز و کوهستانی است که در ارتفاعات ۲۴۶۰ متری ماسال قرار گرفته است. حرکت سریع ابرها، اقیانوس ابر و طلوع و غروب زیبا مهم‌ترین ویژگی آن محسوب می‌شود. خان بند دارای طبیعتی بکر و کم‌تر شناخته شده می‌باشد از همین رو منطقه‌ای رؤیایی به حساب می‌آید. و در تمام فصول سال آب و هوایی خنک و سرد دارد.
ییلاق خان بند دشت‌های وسیع و سرسبزی دارد که محل چرای گوسفندان روستاست. یکی از دلایلی که این ییلاق مورد توجه گردشگران قرار گرفته، تشکیل اقیانوس ابر و همچنین حرکت سریع ابرهاست که به دلیل موقعیت جغرافیایی این منطقه است.
در ییلاق خان بند می‌توان بر فراز ابرها ایستاد و غروب سرخ رنگ خورشید که آرام ابرها را در آغوش می‌کشد به تماشا نشست.
این منطقه در مرز هوایی گیلان و اردبیل قرار گرفته و همین موضوع باعث حرکت سریع ابرها در آن می‌شود.
گفته می‌شود که پیکر میرزا کوچک خان جنگلی اول در این منطقه به خاک سپرده شد، اما این موضوع هنوز به اثبات نرسیده و در حد روایت است.
در حوالی خان بند یکی از معروف‌ترین قله‌های استان گیلان، به نام قله شاه معلم به ارتفاع ۳۰۰۰ متر قرار دارد. قله شاه معلم که در زبان محلی به آن شامولوم یا مولومه بند نیز می‌گویند، پس از قله سُماموس دومین قله مرتفع استان گیلان است. و یکی از مقاصد پرطرفدار برای گروه‌های کوهنوردی و طبیعتگردی است.

## آب و هوا
خان بند به دلیل قرارگیری در ارتفاع ۲۴۶۰ متری در تمام فصل‌ها آب و هوایی خنک دارد. از اواسط آبان تا اواسط اردیبهشت آب و هوا زمستانی و برفی می‌باشد. و از اردیهشت تا مهر ماه هوایی خنک و مطبوع با حداکثر دمای ۱۷ درجه دارد.

## فاصله تا سایر مناطق گردشگری
شهر ماسال: ۴۵ کیلومتر
ییلاق اولسبلنگاه: ۱۷ کیلومتر
ییلاق سوئه چاله: ۱۵ کیلومتر
محل یادبود میرزا کوچک خان جنگلی: ۱/۵ کیلومتر
روستای خانقاه: ۹ کیلومتر
روستای گیلوان: ۱۱ کیلومتر
شهر خلخال: ۶۳ کیلومتر
شهر ماسوله: ۶۱ کیلومتر

## راه‌های دسترسی
شهر ماسال
شهر خلخال
شهر ماسوله

## میرزا کوچک خان جنگلی
ییلاق آلالَه پشت یا همان دشت شقایق که در فاصلهٔ ۱/۵ کیلومتری از خان بند قرار دارد محلی است که میرزا کوچک خان جنگلی در آن دچار یخ زدگی شد و در همان مکان درگذشت. نمادی به عنوان یادمان میرزا کوچک جنگلی در مشهد میرزا در ییلاق آلاله پشته نصب شده است.
میرزا همراه با تنها یار وفادارش، گائوک آلمانی معروف به هوشنگ، جهت رفتن به نزد عظمت خانم فولادلو (حاکم خلخال)، که همیشه از میرزا حمایت می‌کرد، به طرف کوه‌های تالش حرکت کردند، ولی گرفتار بوران و طوفان گردیدند و سرانجام زیر فشار سرما و برف در روز جمعه ۱۱ آذر ۱۳۰۰، درحالی که میرزا، هوشنگ را به کول گرفته‌بود، از پای درآمد.